# Jiří Staněk
Jiří Staněk (* 23. února 1957 Brno) je český básník, prozaik, recenzent a sběratel.
Narodil se 23. února 1957 v Brně. Po maturitě na Gymnáziu Matyáše Lercha studoval  Farmaceutickou fakultu Univerzity Komenského v Bratislavě, kde po složení rigorózních zkoušek získal v roce 1984 titul doktora farmacie. Od 80. let 20. století žil a pracoval jako lékárník ve Strakonicích, nyní žije v obci Stachy na Prachaticku. Nepokládá se za básníka a tvůrce, nýbrž za hrací automat, mechanicky převádějící to, co do něj vnese svět.
Od roku 1976 se datuje jeho přátelství s hercem a recitátorem Mirkem Kováříkem a prezentace textů na čtených klubových pořadech Zelené peří (Rubín, Praha) a Slyšet se navzájem (Horizont, Brno).
První publikaci vydal se svým kolegou ze studií Zdenkem Bugánem, slovenským grafikem, jako malotirážní bibliofilii v roce 1979 vlastním nákladem. Vzájemná spolupráce byla po létech obnovena a v roce 2000 vzniká v Ružomberku (Slovenská republika) společné nakladatelství Salamandra, zaměřené na vydávání bibliofilských tisků a do budoucna určené pro prezentaci tvorby obou.
Příležitostně spolupracoval od roku 1976 s Československým rozhlasem. Podílel se písňovými texty na divadelních představeních režiséra Petra Poledňáka, svými texty uvádí vernisáže výtvarných výstav. Je členem českého centra P.E.N. klubu.

## Ukázky tvorby
- Informace z Portálu české literatury[nedostupný zdroj]
- Ukázky z tvorby na stránkách časopisu H_aluze[nedostupný zdroj]
- Internetová prezentace tvorby
- Předmluva Martina Reinera ke sbírce Pornofilie